# Olen Steinhauer
Olen Steinhauer (nacido el 21 de junio de 1970 en Baltimore, Maryland) es un escritor estadounidense de novela de espionaje, histórica, policíaca, conocido por el Best Seller de The New York Times El Turista, novela de espías que da inicio a la trilogía protagonizada por Milo Weaver, y El puente de los suspiros, finalista del Ellis Peters Historical Dagger Award y del Edgar Award, entre otros.

## Biografía

### Primeros años
Olen Steinhauer nació en Baltimore, Maryland (Estados Unidos) y creció en Virginia. Estudió en la Universidad de Lock Haven, Pennsylvania, y en la Universidad de Texas, Austin. Después realizó un MFA en Escritura Creativa en el Emerson College de Boston.

### Carrera literaria
Tras graduarse, Steinhauer residió en Croacia, República Checa, Italia y Rumania, donde recibió una beca Fullbright de un año para escribir una novela sobre la Revolución rumana. Se tituló Tzara's Monocle, y cuando más adelante se mudó a Nueva York, utilizó ese manuscrito para conseguir un agente literario. Sin embargo, fue con otro libro, El puente de los suspiros, con la que Steinhauer consiguió su primera publicación. Esta novela fue finalista del Ellis Peters Historical Dagger Award y del Edgar Award, entre otros premios, y dio comienzo a una serie de cinco novelas sobre la Guerra Fría en los países del Este. A esta pentalogia se la conoce como «The Yalta Boulevard Sequence».
En 2009 publica El Turista, novela de espionaje contemporánea protagonizada por Milo Weaver y que da comienzo a la trilogía conocida como «The Department of Tourism». Con esta novela consigue su mayor éxito hasta la fecha, siendo alabada por la crítica y consiguiendo que Sony Pictures Entertainment la lleve al cine con Doug Liman como director. En 2010 publica la segunda parte de la trilogía, La salida más cercana, con la que ganó el Dashiell Hammett Prize, y en 2012 la concluye con An American Spy.
Durante el invierno de 2009 a 2010, Steinhauer fue el profesor invitado de Literatura en el Instituto de Estudios Americanos de la Universidad de Leipzig, Alemania.
En 2014 publica The Cairo Affair, novela de espías independiente de las anteriores que también recibe buenas críticas. Con uno de los personajes clave de esta novela, John Calhoun, como protagonista, Steinhauer escribe un relato corto en formato digital titulado On the Lisbon Disaster.
En 2015 publica All The Old Knives, otra novela de espionaje.

### Crítica
Todas sus novelas han cosechado buenas críticas, siendo incluidas varias de ellas en las listas de Best Seller de cabeceras como The New York Times, The Washington Post, LA Times o Publishers Weekly. El turista es su mayor éxito hasta hoy, novela sobre la que Stephen King declaró: "Ésta es la mejor novela de espías no escrita por John le Carré que he leído nunca".

## Obra

### Novelas
- El puente de los suspiros (The Bridge of Sighs, 2003). Serie «The Yalta Boulevard Sequence».
- The Confession, 2004. Serie «The Yalta Boulevard Sequence».
- 36 Yalta Boulevard, 2005. Serie «The Yalta Boulevard Sequence».
- Liberation Movements, 2006. Serie «The Yalta Boulevard Sequence».
- Victory Square, 2007. Serie «The Yalta Boulevard Sequence».
- El Turista (The Tourist, 2009). Serie «Milo Weaver».
- La salida más cercana (The Nearest Exit, 2010). Serie «Milo Weaver».
- An American Spy, 2012. Serie «Milo Weaver».
- The Cairo Affair, 2014.
- All the Old Knives, 2015.
- The Middleman, 2018.

### Relatos cortos
- The Piss-Stained Czech, 2006. Incluido originalmente en la antología Dublin Noir.
- Hungarian Lessons, 2008. Incluido originalmente en la antología Expletive Deleted.
- You Know What's Going On, 2011. Incluido originalmente en la antología Agents of Treachery.
- On the Lisbon Disaster, 2014. Únicamente en formato digital, relacionado con The Cairo Affair.

### Series de televisión
- Berlin Station, 2016.